# 蓝田街道 (涟源市)
蓝田街道，是中华人民共和国湖南省娄底市涟源市下辖的一个乡镇级行政单位。

## 行政区划
蓝田街道下辖以下地区：
民光社区、光明街社区、光明山社区、文艺路社区、交通路社区、罗家佃社区、双江街社区、光文社区、新新社区、胡家村、建中村、峡溪村、联兴村、集中村、青岭村、洪兴村、日升村和西冲湾村。